# (12974) Галиферс
(12974) Галиферс (др.-греч. Ἁλιθέρσης) — типичный троянский астероид Юпитера, движущийся в точке Лагранжа L4, в 60° впереди планеты. Астероид был открыт 19 сентября 1973 года голландскими астрономами К. Й. ван Хаутеном, И. ван Хаутен-Груневельд и Томом Герельсом в Паломарской обсерватории и назван в честь Галиферса, одного из героев древнегреческой мифологии.

Орбита астероида Галиферс и его положение в Солнечной системе